# Волково (Томская область)
Во́лково — деревня в Колпашевском районе Томской области, Россия. Входит в состав Колпашевского городского поселения.

## География
Деревня находится в центральной части Колпашевского района, на берегу реки Кеть. Немного юго-западнее протекает Обь. На берегу Оби расположено село Тогур, с которым Волково соединяет прямая дорога (расстояние — 1,5 км).

## История
Основана в 1801 году. В 1926 году деревня Волкова состояла из 38 хозяйств, основное население — русские. В составе Степановского сельсовета Колпашевского района Томского округа Сибирского края.

## Население
| 1926 | 2002 | 2010 | 2012 | 2013 | 2014 | 2015 |
| ---- | ---- | ---- | ---- | ---- | ---- | ---- |
| 184  | ↗234 | ↘181 | ↘175 | ↘167 | ↗173 | ↘172 |
| 2021 |      |      |      |      |      |      |
| ↘154 |      |      |      |      |      |      |

## Социальная сфера и экономика
В посёлке работают общеобразовательная школа, фельдшерско-акушерский пункт, культурно-досуговый центр и спортивный детский комплекс.
Основу местной экономической жизни составляют сельское и лесное хозяйство и розничная торговля.